# Aubiers
Aubiers è un comune francese soppresso, che contava 2 924 abitanti, situato nel dipartimento delle Deux-Sèvres nella regione dell'Aquitania-Limosino-Poitou-Charentes.
Nel 2001 si è fuso con il comune di Nueil-sur-Argent per formare il nuovo comune di Nueil-les-Aubiers.